# Список отдельных батарей реактивной артиллерии РККА
Основная статья: ГМЧ
21 июня 1941 года вышло постановление ЦК ВКП(б) о формировании частей реактивной артиллерии. 
28 июня 1941 года вышла директива командующего МВО о сформировании первой экспериментальной батареи.
1 июля 1941 года вышла директива ГШ КА  о сформировании 30-ти артиллерийских батарей М-13. 
В 1943 году батарея, как отдельная боевая единица, исчерпала свои возможности. Все они вошли в состав отдельных дивизионов. Исключением стала батарея, выделенная из состава 1-го отдельного гвардейского горно-вьючного миномётного дивизиона, для выполнения специального задания в Крыму

## Список
| Формирование                                                                    | Командиры | Примечания |
| ------------------------------------------------------------------------------- | --- | --- |
| Первая экспериментальная батарея реактивных установок РС-132                    | капитан Флеров Иван Андреевич (с 28.06.1941, с 8.08.1941 — ком-р 3-й бат-и 42 оад, погиб 6.10.1941, Указом Президента РФ № 619 от 21.06.1995 присвоено звание Героя РФ (посмертно)); замком л-т / ст. л-т Сериков Константин Константинович (с 28.06.1941, с 8.08.1941 в 42 оад, попал в плен — 11.10.1941, освобожден в 1945); ком-р взвода упр-я л-т Науменко Михаил Иванович (с 28.06.1941, (в «Наградном листе» написано, что командовал 1-й отд. мин. бат-ей), с 1.11.1941 — ком-р 2-й батр-и 36 огмд 74 ГМП, затем нш д-на); ком-ры огн. взводов — л-ты Костюков Иван Федорович (с 8.08.1941 в 42 оад, попал в плен 11.10.1941), Малышкин Н. А., Подгорнов М. А.; ком-р пристрелоч. взвода л-т / ст. л-т Ветряк Петр Кузьмич (с 9.1941 в 43 оад, 11.10.1941 попал в плен, умер 21.04.1943 в Шталаге — I А); пом.ком по тех. части — воентехник 2-го ранга Бобров И. Н.; ком-р паркового вз-да — л-т Кузьмин А. В.; автотехник — воентехник 2-го ранга Скигин Илья Давыдович (7.1941, с 10.1941 — во 2-м д-не ЗапФ); электротехник — воентехник 2-го ранга Поляков А. К.; нач-к санчасти — Автономов Ю. В.; Комиссар: политрук Журавлев Иван Фёдорович (при подрыве батареи был контужен, попал в плен, бежал из плена, воевал до конца войны. Умер в январе 1993 года; ком-ры боевых уст-к — с-ты: Овсов В. И., Гаврилов И. Е., Есенов Михаил Ильич (с 6.1941, с 8.1941- в 42 оад, с 11.1941 — в 36 огмдн 74 ГМП), Коннов И. Н., Курганов Александр Павлович (с 6.1941, с 8.1941 — 42 оад, с 11.1941 — 36 огмд 74 ГМП), Рушев, Неяглов; | 7 установок М-13-16 (по временному штату, планировалось — 9) на ЗИС-5; Батарея сформирована на основании Директивы командующего войсками Московского военного округа (МВО) № 10864 от 28.06.1941 «О формировании первой экспериментальной батареи реактивных установок РС-132» (в дальнейшем переименована в 1-ю отдельную миномётную батарею); Батарея формировалась с 28.06.1941 по 1.07.1941 в 1-м МКАУ из 7-ми существовавших на то время в МВО экспериментальных установок (всего — 8 шт: 6 — произвел НИИ-3 НКБ СССР (г. Москва), причем одна установка находилась на испытаниях ЧФ в Севастополе, и 2 — Завода им. Коминтерна НКОМ СССР (г. Воронеж)); Состав: взвод упр-я, три огневых взвода (в 1-м — 3 уст-ки, во 2-м и 3-м — по 2-е), взвод боепитания, пристрелочный взвод (122-мм гаубица), отделения: хозяйственное, подвоза ГСМ, санитарная часть; В ночь на 2.07.1941 вышла походным порядком на Западный фронт (ЗапФ) в состав 20 А; В Смоленск прибыла 4.07.1941 в 8:00; В составе: 18 и 73 сд 20 А (с 6.07.1941); В Действующей армии — 3.07.1941 — 8.08.1941; Первый залп — до 15:00 13.07.1941 г. (по железнодорожному узлу Орша). / по официальной версии — 14.07.1941 в 15:15 (96 выстрелов), а 13.07.1941 — ошибка в записи даты в « ЖБД батареи» /; Второй — в 17:20 (94 выстрела) — по временной переправе через реку Днепр. Третий-пятый — 19.07.1941 г. по г. Рудня. 2- 3.08.1941 вышла из Смоленского окружения, переправившись через Днепр у Ратчино. 7.08.1941 в 10:00 залп под Пнево. 8.08.1941 — вошла в состав 42-го оадн (3-я батарея); Батарея, в составе 42 оад, погибла в ночь с 6 на 7 октября 1941, у деревни Богатырь Вяземского (ныне Угранского) района Смоленской области, при попытке выхода из Вяземского окружения. В батареи из 4-х установок оставалось 3, которые были взорваны без залпа. Из 170 человек л/с бат-и из окружении вышли 46 чел-к; Ком-р орудия — ст. с-т Втюрин Аркадий Николаевич (с 25.06.1941, с 11.1941 — в 36 огмдн 74 ГМП); Ст. шофер уст-ки М-13 — с-т Русин Виктор Алексеевич (с 6.1941, с 11.1941 в 36 огмдн 74 ГМП); |
| Особая батарея РГК (номера не имела)                                            | лейтенант Кун Александр Михайлович (с 7.1941 до 8.08.1941, затем — ком-р 19-й батареи МУ РГК), старший лейтенант Черкасов Евгений Александрович (с 8.08.1941 — ком-р 1-й бат-и 42 оад, попал в плен в 10.1941) и лейтенант Шуктомов Степан Григорьевич (с 8.08.1941 — ком-р 2-й бат-и 42 оад, пропал без вести в 10.1941); | 9 установок М-13-16 (по штату 9) на ЗИС-6; Сформирована в Алабино согласно Директиве ГШ КА № Орг / 2 / 524416 от 1.07.1941 «О формировании 30-ти артиллерийских батарей М-13»; В Действующей армии — 27.07.1941 — 8.08.1941; Убыла в 19-ю А ЗапФ в ночь с 21 на 22 .07.1941. С 29.07.1941 в составе Оперативной группы генерал-лейтенанта Калинина Степана Андриановича (с 22.07.1941 — 3.08.1941) Западного фронта, 1 — 2.08.1941 двумя частями (5 и 4 установки) передана в состав 24-й армии Резервного фронта, где 8.08.1941 обращена на формирование первой и второй батарей 42-го оад. Первые залпы: 30, 31 июля, 1, 2 августа 1941; Обе батареи, в составе 42 оад, погибли в Вяземском окружении 7- 8 октября в районе пос. Лосьмино (15 км южнее Вязьмы). 2-е установки достались противнику целыми с боеприпасами; |
| Особая батарея РГК (номера не имела)                                            | лейтенант / старший лейтенант Денисенко Николай Николаевич (с 7.1941, с 2.1942 — ком-р 240 огмд); | 3 установки М-13-16 (по штату 9) на ЗИС-6, фактически 1 взвод; В Действующей армии — 29.07.1941 — 19.12.1941 — обращена на формирование 43 огмд; Убыла в состав 16 А (1-го фор.); С 29.07.1941 в районе г. Ярцево Смоленская обл., в составе Оперативной группы генерал-майора Рокоссовского Константина Константиновича (офиц. наз-е — «Группа генерала Рокоссовского») (с 17.07.1941, с 10.08.1941 — ком-й 16 А (2-го фор.)), с 10.08.1941 в составе 16 А (2-го фор.) ЗапФ, с 20.09.1941 в составе 110 сд 31 А Резервного фронта . Первый залп — 3.08.1941; |
| Особая батарея РГК (номера не имела)                                            | старший лейтенант Дегтярев Петр Никитич (с 7.1941, с 1942 — ком-р 54 огмд 38 ГМП); | 4 установок М-13-16 (по штату 6) на ЗИС-6; Состав: два огневых взвода, взвод упр-я и взвод боепитания; 22.07.1941 из Москвы на Ленинградский фронт (ЛенФ) вышла своим ходом; Первый залп под Ленинградом — 3.08.1941 в 22-00, на Лужском оборонительном рубеже по скоплению фашистских войск в районе Кингисеппа; В Действующей армии 3.08.1941 — 10.09.1941 — обращена 10.09.1941 на формирование оадн М-13 ЛенФ; |
| 16-я батарея МУ РГК                                                             | старший лейтенант Денисов Александр Герасимович (с 7.1941, с 20.11.1941 — инспектор ОГ ГМЧ ЗапФ); | 4 установки М-13-16 (по штату 4) на ЗИС-6; В Действующей армии с 4.08.1941 — 19.12.1941 — обращена на формирование 43 оад / огмд; В состав 16 А (1-го ф.) Западного фронта прибыла не ранее 4.08.1941, но передана в Оперативную группу генерал-лейтенанта Калинина Степана Андриановича (с 22.07.1941 — 3.08.1941), с 4.08.1941 передана в 19-ю А, затем передана в 22-ю А (13 — 20.09.1941) Западного фронта; Первый залп — не ранее 4.08.1941, в полосе 19 А Западного фронта; С 19.12.1941 — обращена на формирование 43 оад / огмд; |
| 76-я отдельная батарея                                                          | лейтенант Дятченко Николай Федорович (с 7.1941, с 9.1941 — ком-р бат-и 76 отд.. арт. д-н, пропал без вести в 10.1941); | 4 установки М-13-16 (по штату 4) на ЗИС-6; Батарея начинала формироваться в 6.1941 в Гороховецком лагере, как 76-й отд. арт. дивизион, но не был сформирован из-за отсутствия вооружения — Директива ГШ № Орг / 2 / 524131 от 15.06.1941 года на имя ком-го МВО «О сформировании 5 отдельных арт. дивизионов № 42, 76, 122, 140, 152»; Отправлена из Москвы 30.07.1941, прибыла в с. Семлёво Вяземского р-на Смоленской обл. — 5.08.1941, дополнительные 2 БМ-13 отправленные из Москвы 29.07.1941 в с. Семлёво не прибыли. В конце сентября 1941 — батарея обращена на формирование отдельного дивизиона М-13 — (76-й) Отдельный артиллерийский дивизион М-13 24-й А; В составе 24-й и 43-й армий Резервного фронта; |
| 19-я батарея МУ РГК                                                             | старший лейтенант Черкасов Евгений Александрович (с 7.1941, с 8.08.1941 — ком-р 1-й бат-и 42 оад), лейтенант Кун Александр Михайлович (с 8.08.1941, пропал без вести в 10.1941); | 4 установки М-13-16 (по штату 4) на ЗИС-6; Расшифровка — «19» — в составе 19 А, «МУ» — «механизированная установка» 2-го образца, в дальнейшем переименована в М-13, «РГК» — резерв главного командования; Прибыла в состав 19 армии (19 А) Западного фронта, но передана в Оперативную группу генерал-лейтенанта Калинина С. А. (с 22.07 — 3.08.1941), с 4.08.1941 в 19-й А; Батарея погибла 11 октября 1941 под деревней Богородицкое Вяземского р-на Смоленской обл. при попытке выхода из Вяземского окружения, взорваны последние две установки; |
| 30-я батарея МУ РГК                                                             | старший лейтенант Куйбышев Василий Александрович (с 7.1941, 14.10.1941 — ранен, с 12.1941 — ком-р 43 огмд); ком-р вз-да упр. Мазель Иосиф Эммануилович (убит 14.10.1941); старшина отдельной 30-й батареи — мл. с-т Деянов Борис Алексеевич (1941, 14.10.1941 — командовал батареей); политрук Иноземцев; | 4 установки М-13-16 (по штату 4) на ЗИС-6; В Действующей армии — 4.08.1941 — 19.12.1941 — обращена на формирование 43 оад / огмд; В составе: 30-я армии ЗапФ (до 17.10.1941), КалФ (17.10.1941 — 17.11.1941), ЗапФ (17.11.1941 — 16.12.1941), КалФ (16.12.1941 — 19.12.1941); Первый залп: после 1.08.1941; 19.12.1941 — обращена на формирование 43-го отдельного гвардейского миномётного дивизиона (43 огмдн) 30 А КалФ; |
| Особая батарея РГК (номера не имела)                                            | старший лейтенант / капитан Небоженко Тихон Никитович (с 7.1941, с 9.1941 — ком-р Отдельного гвардейского минометного дивизиона ЮжнФ, с 6.1942 — ком-р 54 ГМП); | 6 установок М-13-16 (по штату 6) на ЗИС-6; В Действующей армии — 4.08.1941 — 19.09.1941; 2—3 августа убыла из Москвы в район Михайловки (43 А РезФ), прибыла в село Екимовичи Смоленской обл. в 15:00 4 августа, 8 августа убыла в Киев. Первый залп — вечером 7.08.1941 г. в полосе 43-й армии, по д. Богданово (14 км северо-западней с. Екимовичи). В сентябре возвращена в Алабино под Москвой и в конце сентября отправлена в 24-ю армию Резервного фронта уже без ст. л-та Небоженко, который возглавил Отдельный гвардейский миномётный дивизион ЮжнФ в составе Южной группы ГМЧ, затем в 48-й отдельный гвардейский миномётный дивизион. Батарея обращена на формирование (76-го) отдельного арт. дивизиона М-13 24 А; Погибла в Вяземском окружении. |
| батарея реактивной артиллерии (в составе 4-го ГМП)                              | капитан Гедюк Василий Иванович (пропал без вести 27.09.1941), ст. лейтенант Пилипенко Николай Иванович (затем в 21 огмд, погиб 7.04.1942); комиссар: политрук Пеккер А. И.; командир взвода управления: лейтенант Зинов Иван Федорович (в 1.1942 нш 1-го д-на 4 ГМП), командир огневого взвода: лейтенант Назаров В. Ф.. | 2 установки М-8-36 и 2 установки М-13-16 (по штату 12) на ЗИС-6; Сформирована 12.09.1941 г. в Харькове. Вошла в состав 4 гвардейского миномётного полка (4 ГМП). Первый залп: 27.09.1941 в полосе 5-й кавалерийской дивизии у деревни Саи Лебединского района Сумской обл. Из 36 реактивных снарядов (РС) сошло только два 10.11.1941 г. все 4 установки переданы в 7-й гвардейский миномётный полк (7 ГМП); |
| 12-я отдельная гвардейская миномётная батарея                                   | ком-р ст. л-т Кузьмин Николай Никифорович (с 15.10.1942, в 8.1944 — ком-р 3-го отд. гв. мин. горного д-на); нач. штаба л-т Бурдюгов Василий Иванович (4.1943, с 1944 — ком-р батареи 52 0тд. гв. мин. ор. Кр. Зв. д-на, умер от ран 21.01.1945); | Сформирована в 10.1942, расформирована в 11.1943, л/с вошел в состав 2-го гв. гвминдн; В составе: 389 сд 56 А Северо-Кавказского фронта (9.1943); ком-р взвода л-т Арутянов Георгий Аршакович (8.1943); ком-р огн. вз-да л-т Коновалов Иван Степанович (1943, затем — ком-р бат-и 2-го оггвмд); |
| 1-я отдельная гвардейская горная миномётная батарея                             | ком-р лейтенант Андреев Дмитрий Федорович (в 1943 — ком-р батареи 43 ГМП); | Горные батареи начали формироваться согласно Постановлению ВС ЧГВ ЗакФ № 00107 «О сформировании 12-ти горных батарей РС»; Нач-к формирования батарей — п/п Горохов М. П. (до 2.1943, затем НШ 7 гмд); военком — бат. ком. Попов Т. В.; Сформирована согласно Постановлению ВС ЧГВ ЗакФ № 00107 от 25.09.1942 на основании Приказа № 007 от 19.09.1942; 4 установки М-8-8 на конной тяге; В составе 18 А (под Туапсе); В Действующей армии 15.10.1942 — 15.02.1943 — обращена на формирование 4 оггвмд; |
| 2-я отдельная гвардейская горная миномётная батарея                             | ком-р ст. л-т Гуревич Б.; ком-р вз-да упр-я мл. л-т Молдавский Денис Абрамович (с 10.1942); | 4 установки М-8-8 на конной тяге; Сформирована 25.09.1941 на основании Приказа ВС ЧГВ ЗакФ № 007 от 19.09.1942; В Действующей армии 15.10.1942 — 1.02.1943 — обращена на формирование 3 оггвмд; В составе: 18 А (под Туапсе), 383 СД ЧГВ СКФ (11.1942); |
| 3-я отдельная гвардейская горная миномётная батарея                             | ст. л-т Хмель Владимир Афиногенович (с 11.1942); замком-ра л-т Сыромятников Василий Петрович (с 11.1942, затем — ком-р 2-й бат-и 3-го оггвмд, убит 24.09.1944); | 4 установки М-8-8 на конной тяге; Сформирована 15.10.1942 на основании Постановления ВС ЧГВ ЗакФ № 00107 от 27.09.1942; В Действующей армии 23.11.1942 — 1.02.1943 — обращена на формирование 3 оггвмд; В составе: 48 огмдн (с 9.1942) ЧГВ СКФ (с 9.1942); |
| 4-я отдельная гвардейская горная миномётная батарея                             | ст. л-т Лапаксин Алексей Михайлович (с 12.11.1942), капитан Князик Сергей Васильевич (в 1.1943, затем нач. штаба 3 оггмд); | 4 установки М-8-8 на конной тяге; Сформирована 15.10.1942 на основании Постановления ВС ЧГВ ЗакФ № 00107 от 27.09.1942; В Действующей армии 23.11.1942 — 1.02.1943 — обращена на формирование 3 оггвмд; В составе: 255 МорБр (11-12.1942), 216 СД (1.1943) ЗакФ, ЧГВ СКФ (1.1943); |
| 5-я отдельная гвардейская горная миномётная батарея                             | командир — ? | 4 установки М-8-8 на конной тяге; Сформирована 25.11.1942 согласно Постановлению ВС ЧГВ ЗакФ № 00107 от 25.09.1942; В Действующей армии: 1.12.1942 — 15.02.1943 — обращена на формирование 4 оггвмд; |
| 6-я отдельная гвардейская горная миномётная батарея                             | командир — ? | 4 установки М-8-8 на конной тяге; Сформирована 25.11.1942 согласно Постановлению ВС ЧГВ ЗакФ № 00107 от 25.09.1942; В Действующей армии: 1.12.1942 — 15.02.1943 — обращена на формирование 4 оггвмд; |
| Отдельная гвардейская горно-вьючная батарея для выполнения специального задания | ком-р ст. л-т Авдюков Петр Павлович /Иванович/ (убит — 29.12.1943); ком-р огневого взвода л-т Лукомец Прокопий Емельянович (с 17.11.1942); | Сформирована в ноябре 1943 из установок М-8-8 1-го оггвмд (ком-р д-на капитан Гнатков Леонид Евстратьевич (с 11.1943 до 1.1944, 6.03.1944 осуждён ВТ на 10 лет ИВЛ); 17.11.1943 самолетами была переброшена (десантирована) в Крым, в Зуйские леса, для совместных действий с партизанами. Батарея активно принимала в боевых действиях с 17.11.1943 по 29.12.1943, остатки батареи погибли в 1.1944 в Крыму на высоте Колан-Баир; |

## Памятники первым батареям

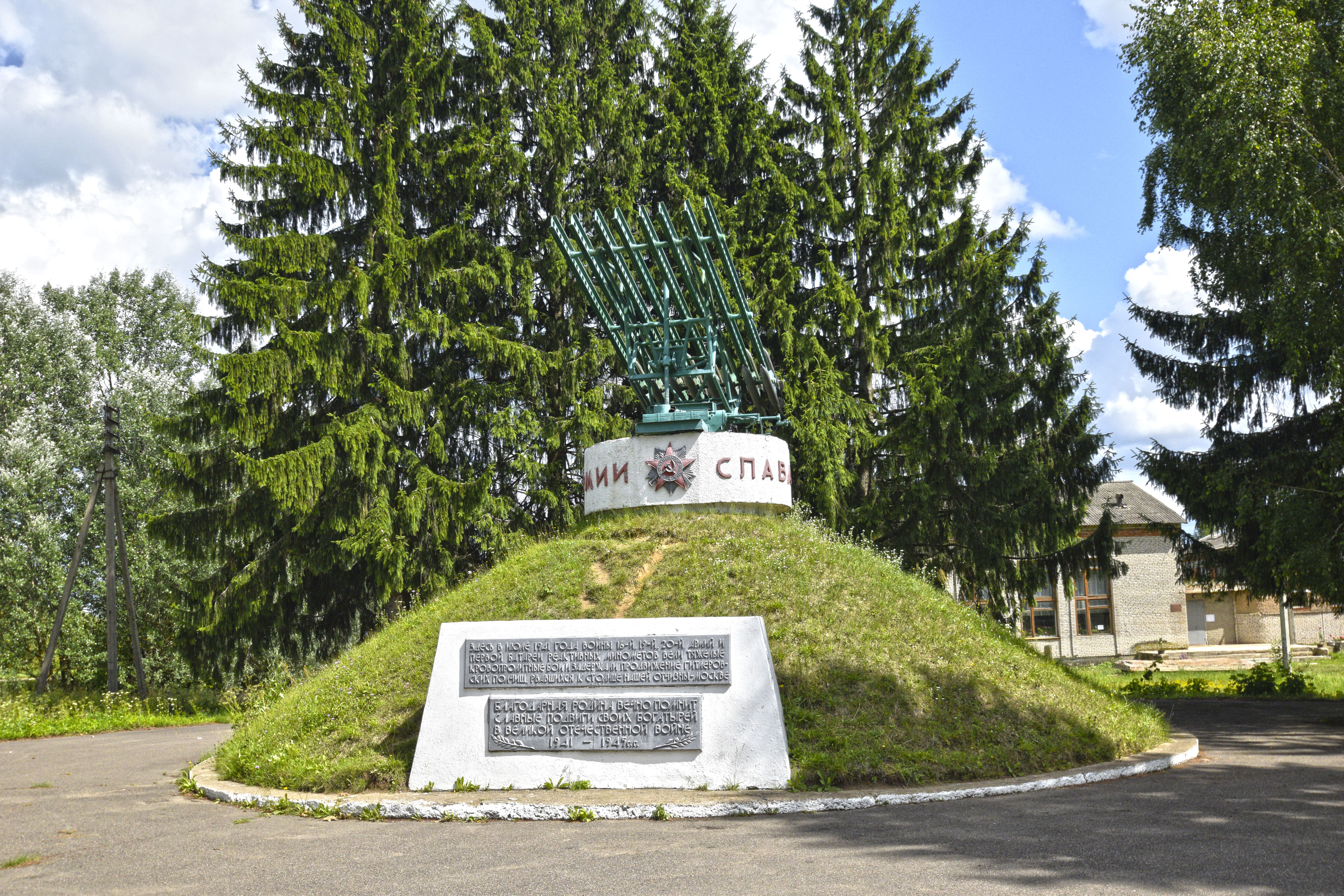
Соловьёво. Памятник «Катюша».
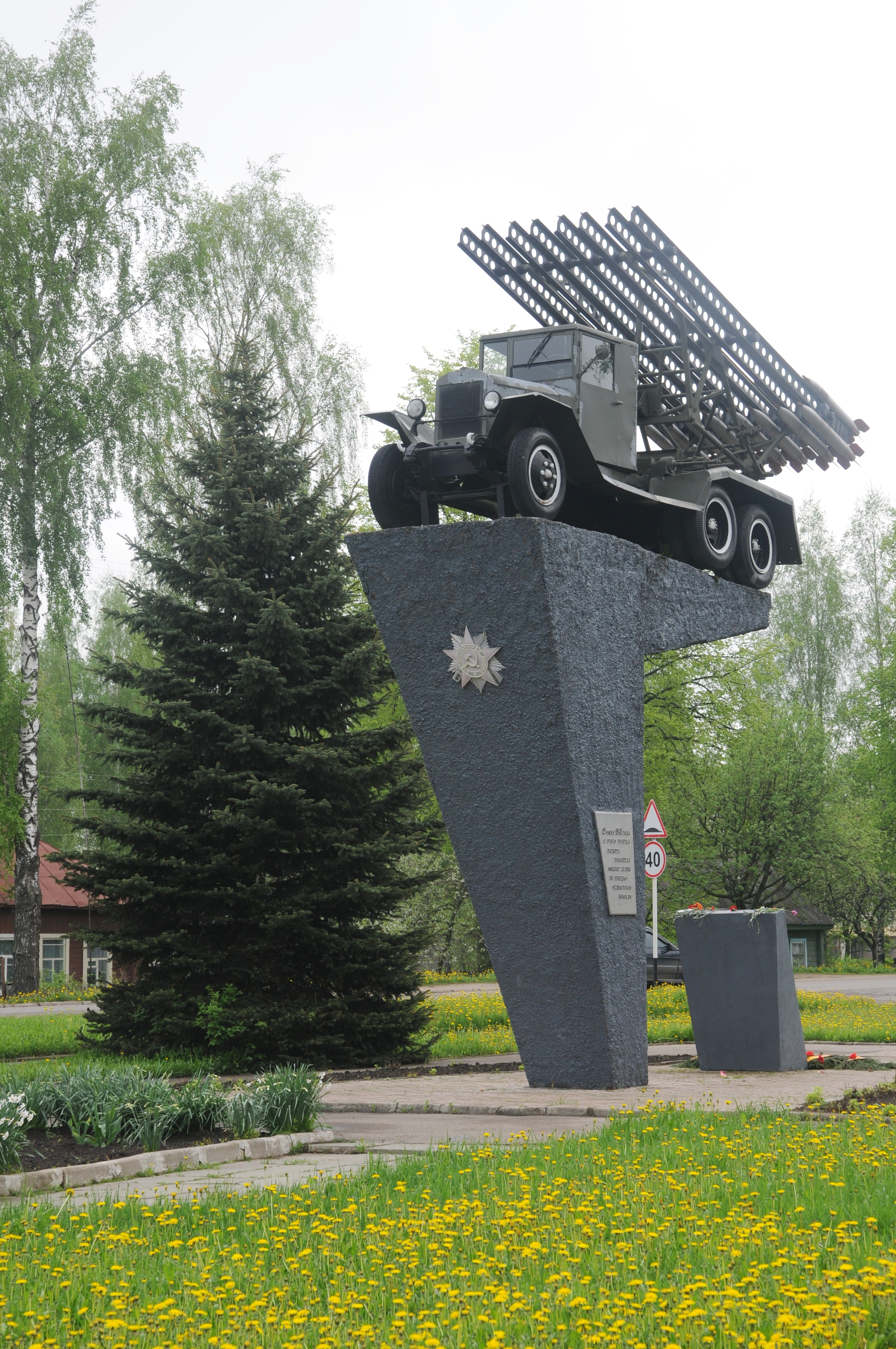
Монумент в Рудне, где произвел первый выстрел батарея Флёрова.
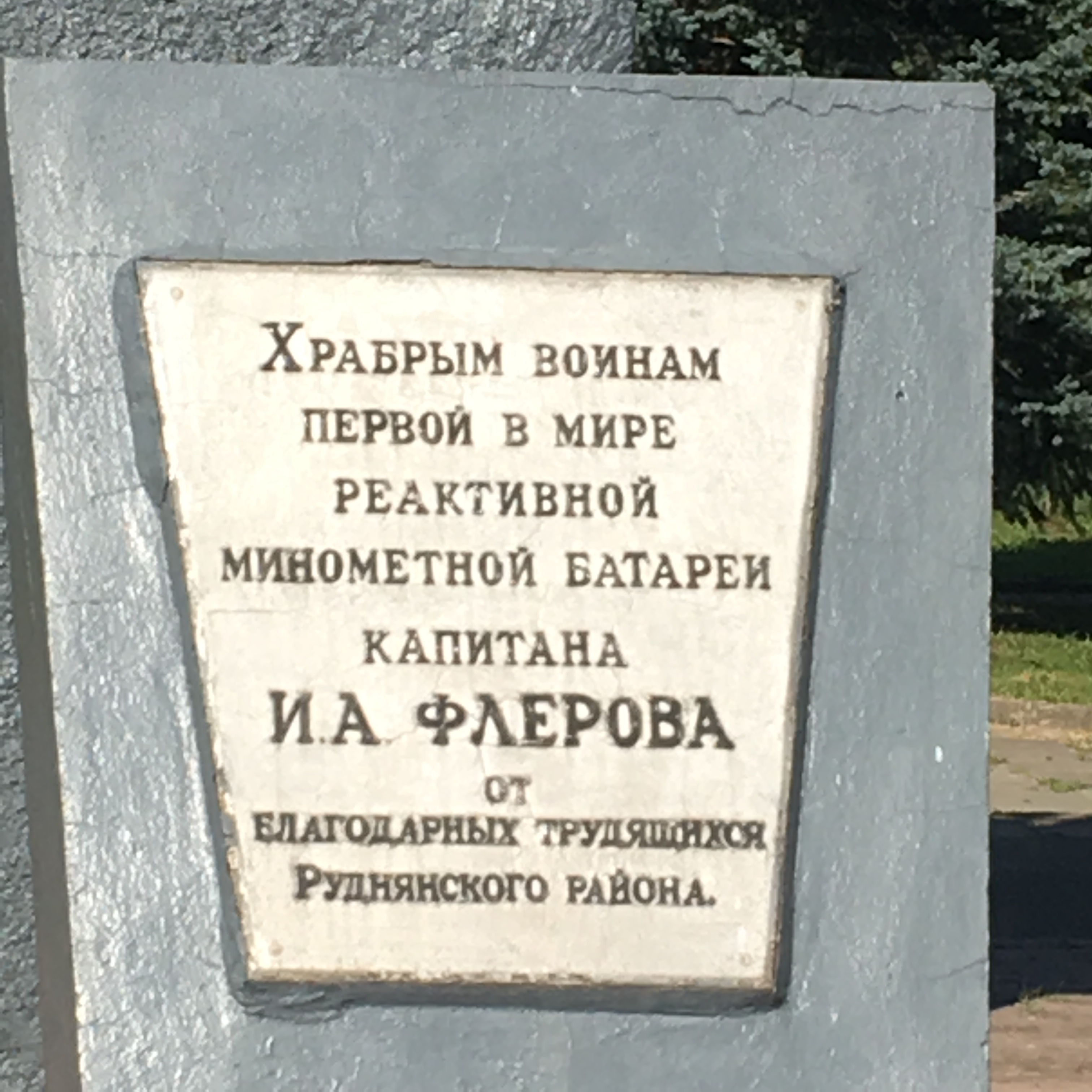
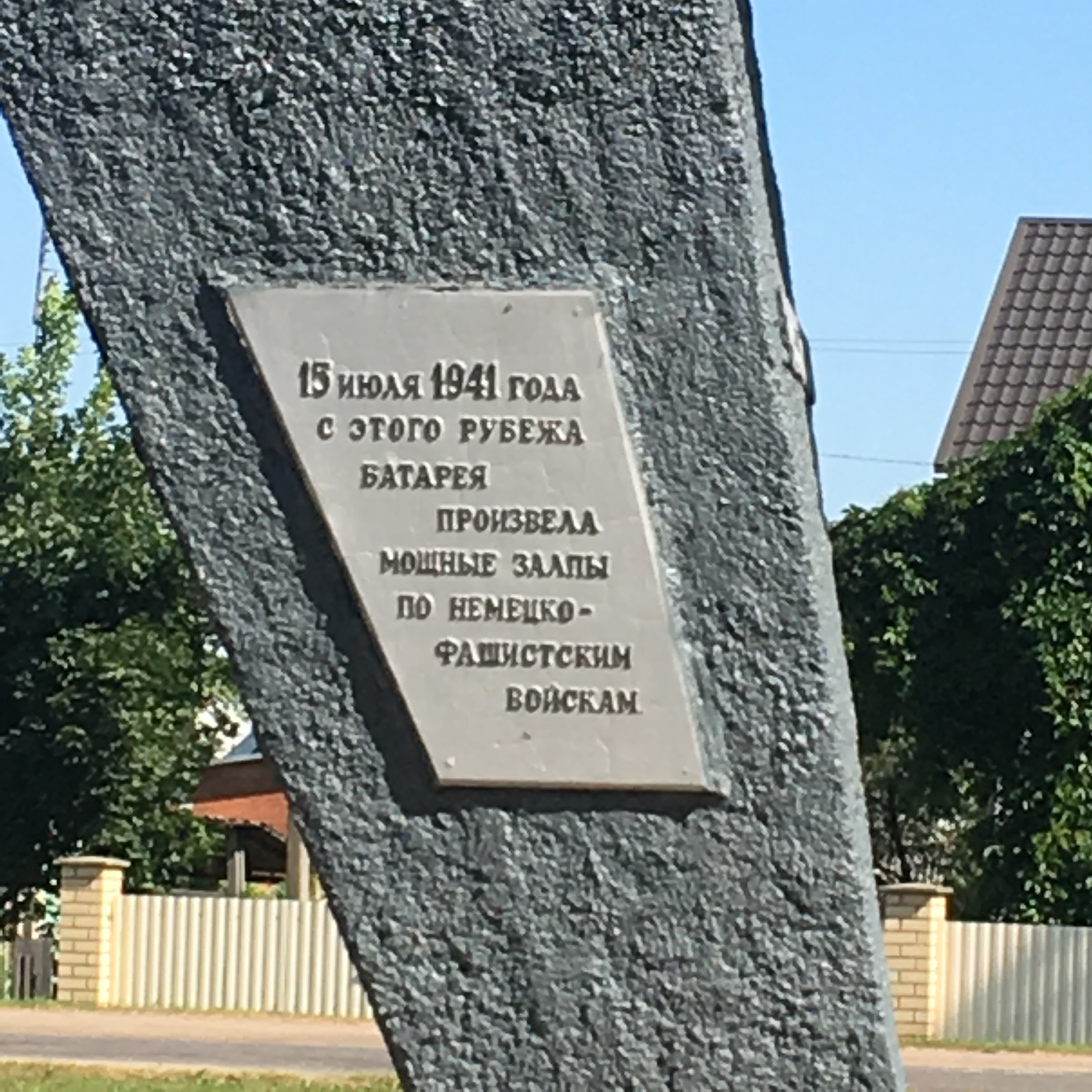
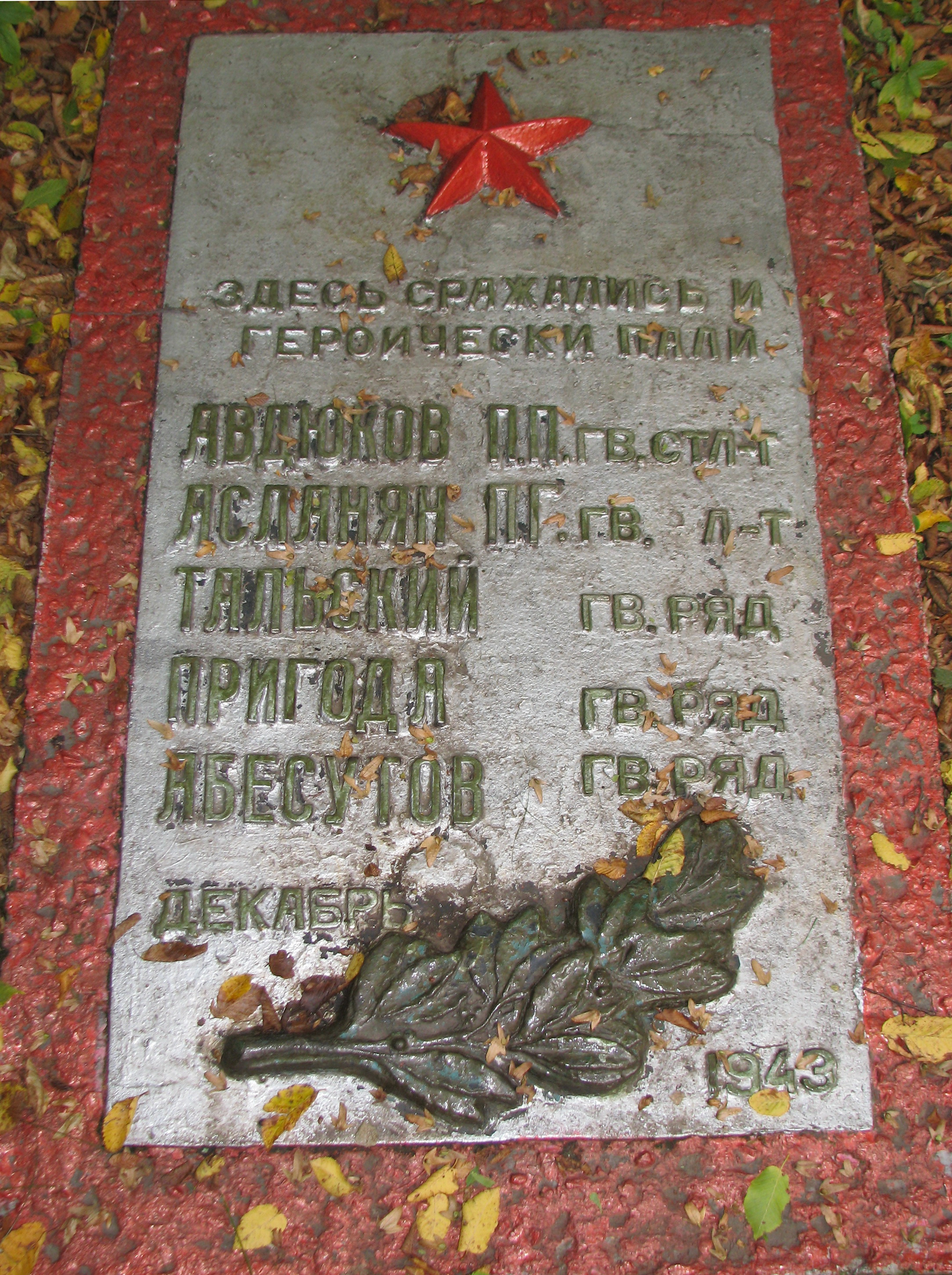
Памятный знак партизанам-артиллеристам «Партизанская "Катюша"».
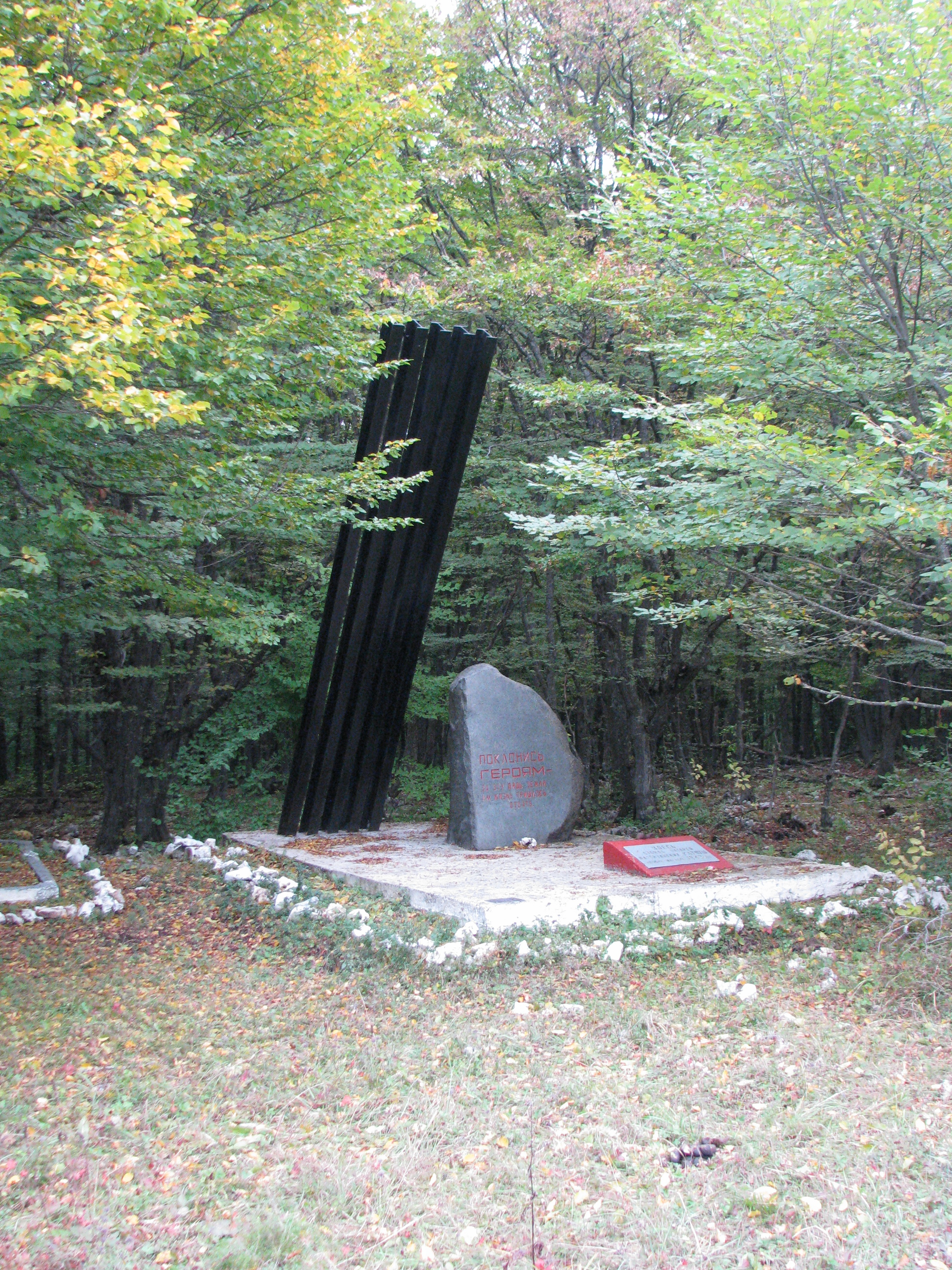
Памятный знак партизанам-артиллеристам «Партизанская катюша».